# Mauerspecht

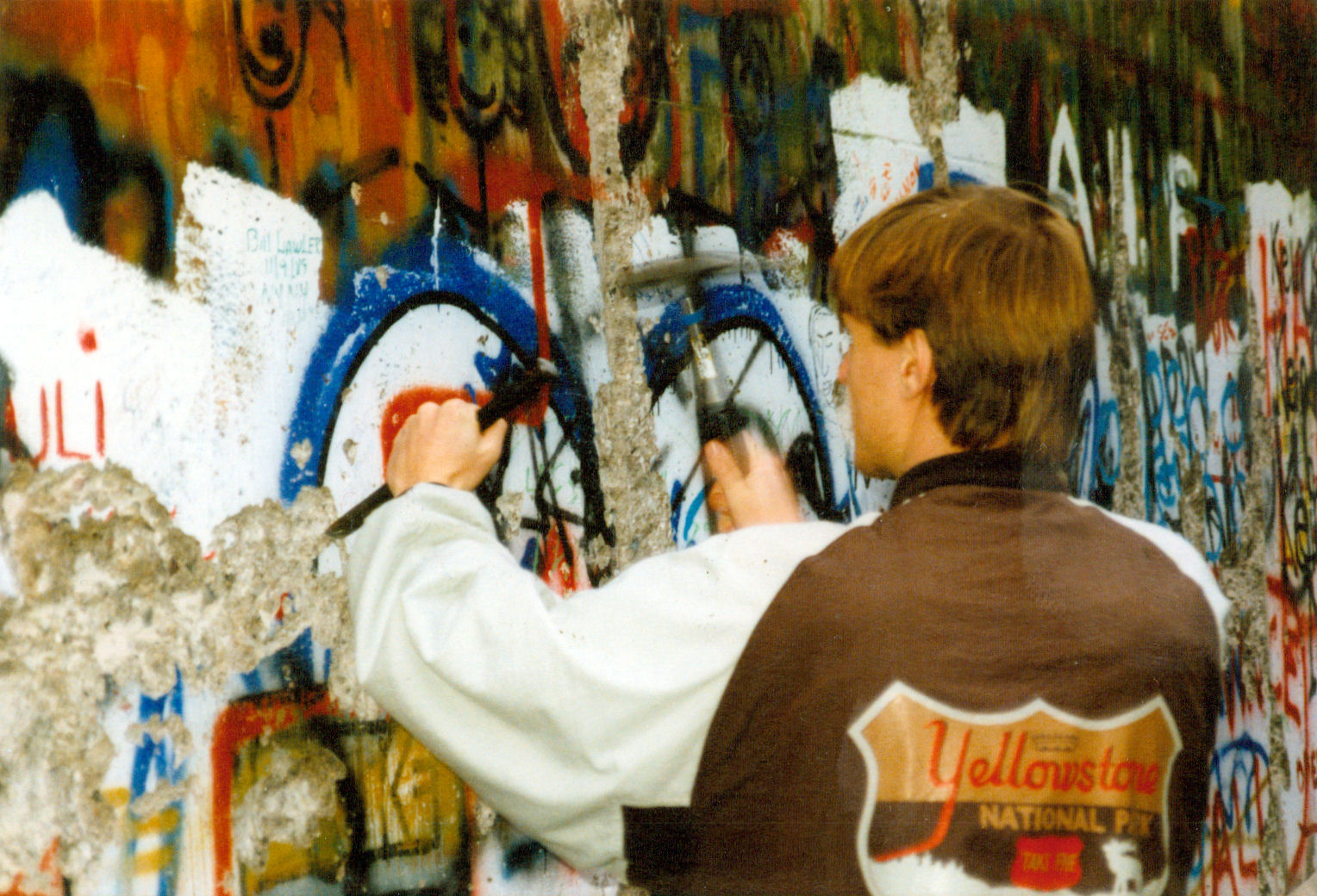
„Mauerspecht“

Als Mauerspechte wurden im Volksmund Menschen bezeichnet, die nach dem Mauerfall 1989 die Berliner Mauer mit Hämmern bearbeiteten und Stücke herausklopften.

## Hintergrund
Die Motivation der Mauerspechte war grundlegend verschieden. Es gab zahlreiche
- Souvenirjäger,
- professionelle Händler,
- Menschen, denen es aus politischer Motivation um die Teilnahme an der volksfestähnlichen (symbolisch schnellstmöglichen) Zerstückelung der Mauer vor allem im Bereich Potsdamer Platz und Checkpoint Charlie ging, sowie
- Künstler (siehe Horst Walter).

Regelmäßige Durchsagen der West-Berliner Polizei „Unterlassen Sie sofort das Mauerklopfen…“ zeigten kaum Wirkung. Besonders beliebt bei Souvenirjägern und teuer bei Händlern waren Außenstücke mit Bemalungsresten (vgl. Abb. „Mauergraffiti“). Hierbei wurde aber von namentlich Unbekannten in der Mauerspechte-Spitzenzeit auch nachts an der Mauer oder sogar nachträglich „nachgefärbt“. Der Wert der entsprechenden Mauerteile, die die Farbe auch auf tags zuvor erzeugten Bruchflächen trugen, lag daher hinsichtlich des historischen Wertes bei fast Null. Und – ob gefärbt oder nicht – die Echtheit von als „Mauerstücke“ angebotenen Steinen ist oft zweifelhaft, auch wenn sie angeblich durch „Zertifikate“, die in der Regel von den Händlern selbst angefertigt worden sind, belegt wird.
Zeitweise fand auch ein florierender Verleih von Hämmern und Meißeln statt. John Runnings hatte bereits 1986 die Mauerkrone mit einem Vorschlaghammer bearbeitet und wird neben „Mauerläufer“ auch „Vater der Mauerspechte“ genannt.

## Todesfall
Der 14-jährige Schüler Christoph-Manuel Bramböck war am 31. August 1990 gemeinsam mit einem Freund in Berlin-Marienfelde, Höhe Schichauweg, als Mauerspecht unterwegs. Die Mauer bestand in diesem Bereich – anders als im Zentrum Berlins – aus waagerecht übereinander befestigten Betonplatten. Beim Versuch, weiter oben Mauerteile abzuklopfen, löste sich eine der oberen Platten und erschlug den 14-Jährigen. Seit 2009 erinnert eine Gedenkstele, die von der Stiftung Berliner Mauer aufgestellt wurde, an Christoph-Manuel Bramböck.

## Impressionen

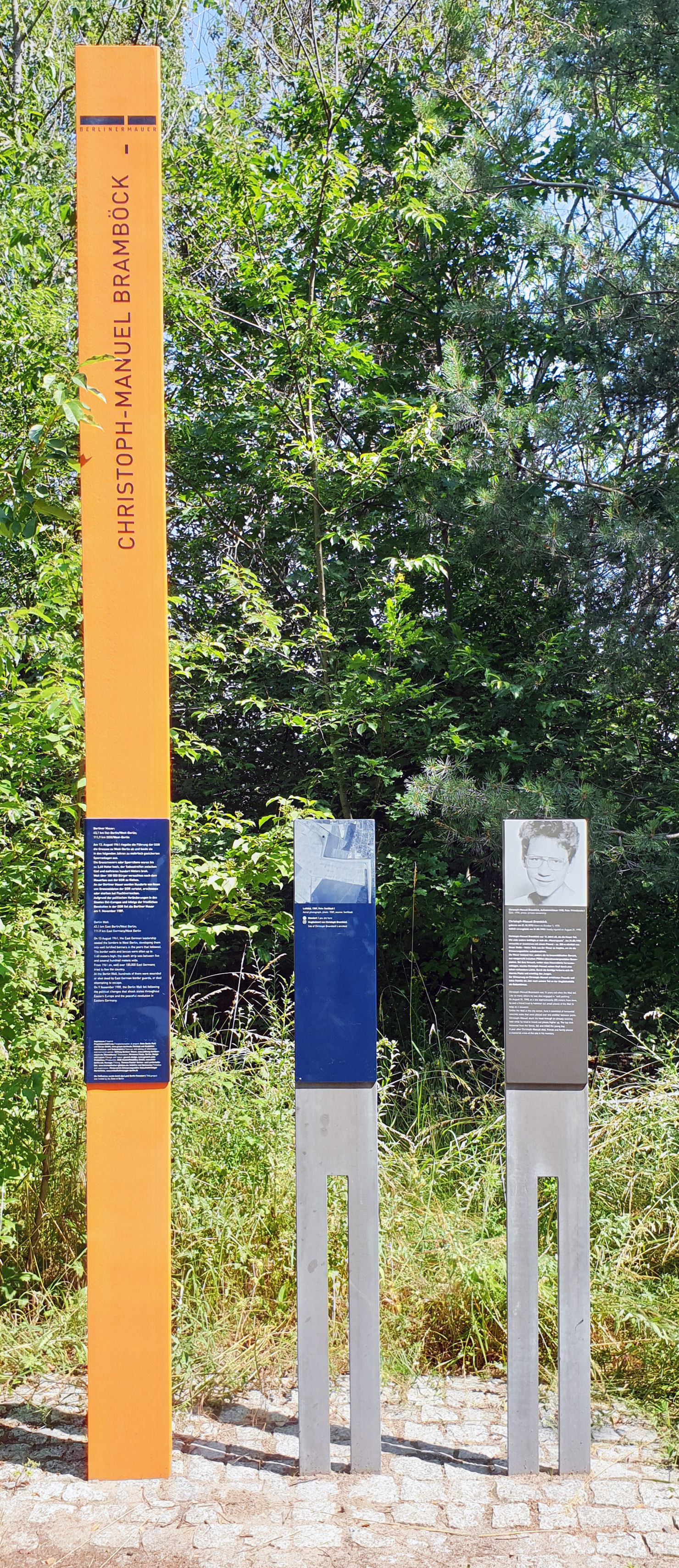
Gedenkstele für Christoph-Manuel Bramböck
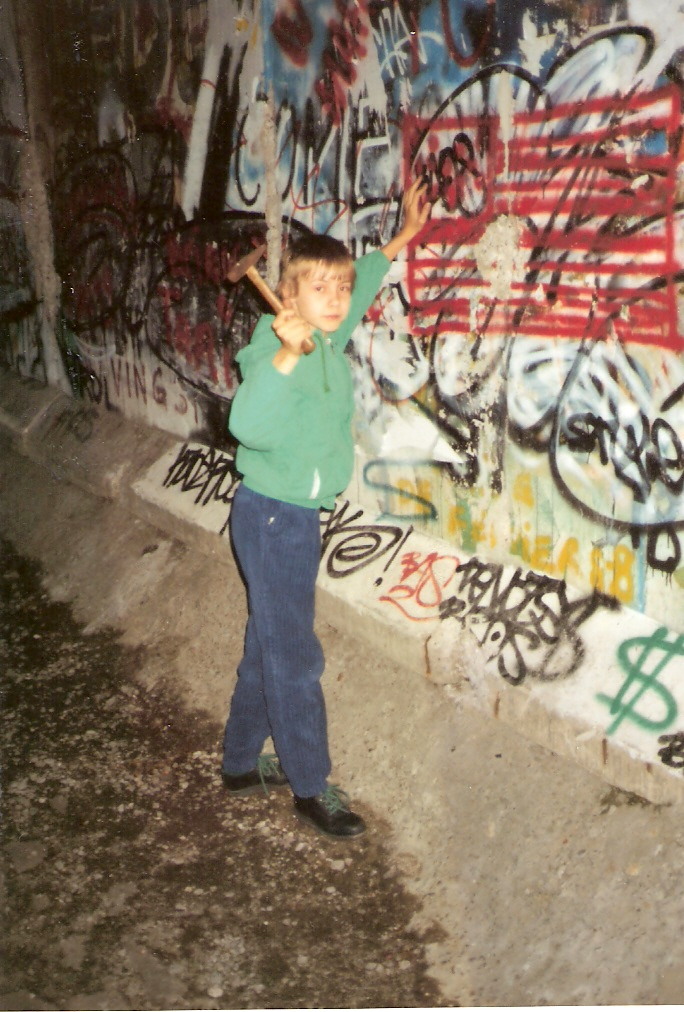
Junger Mauerspecht
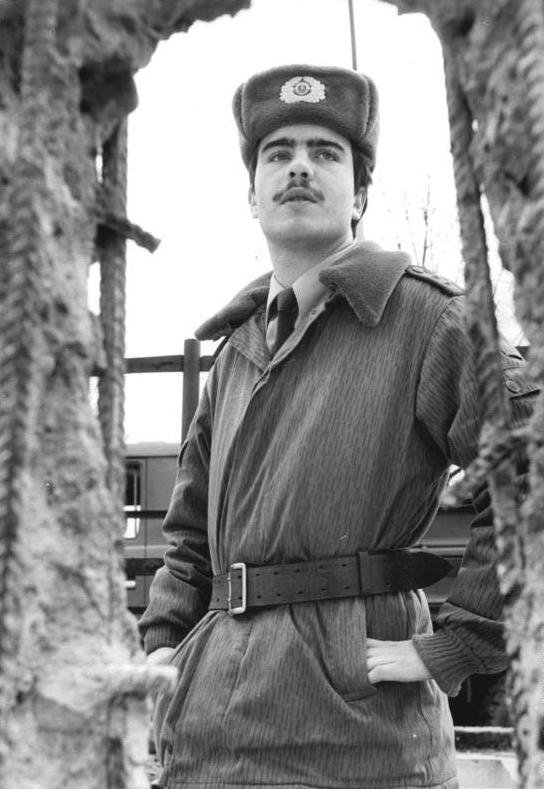
Grenzsoldat hinter einem Loch in der Berliner Mauer
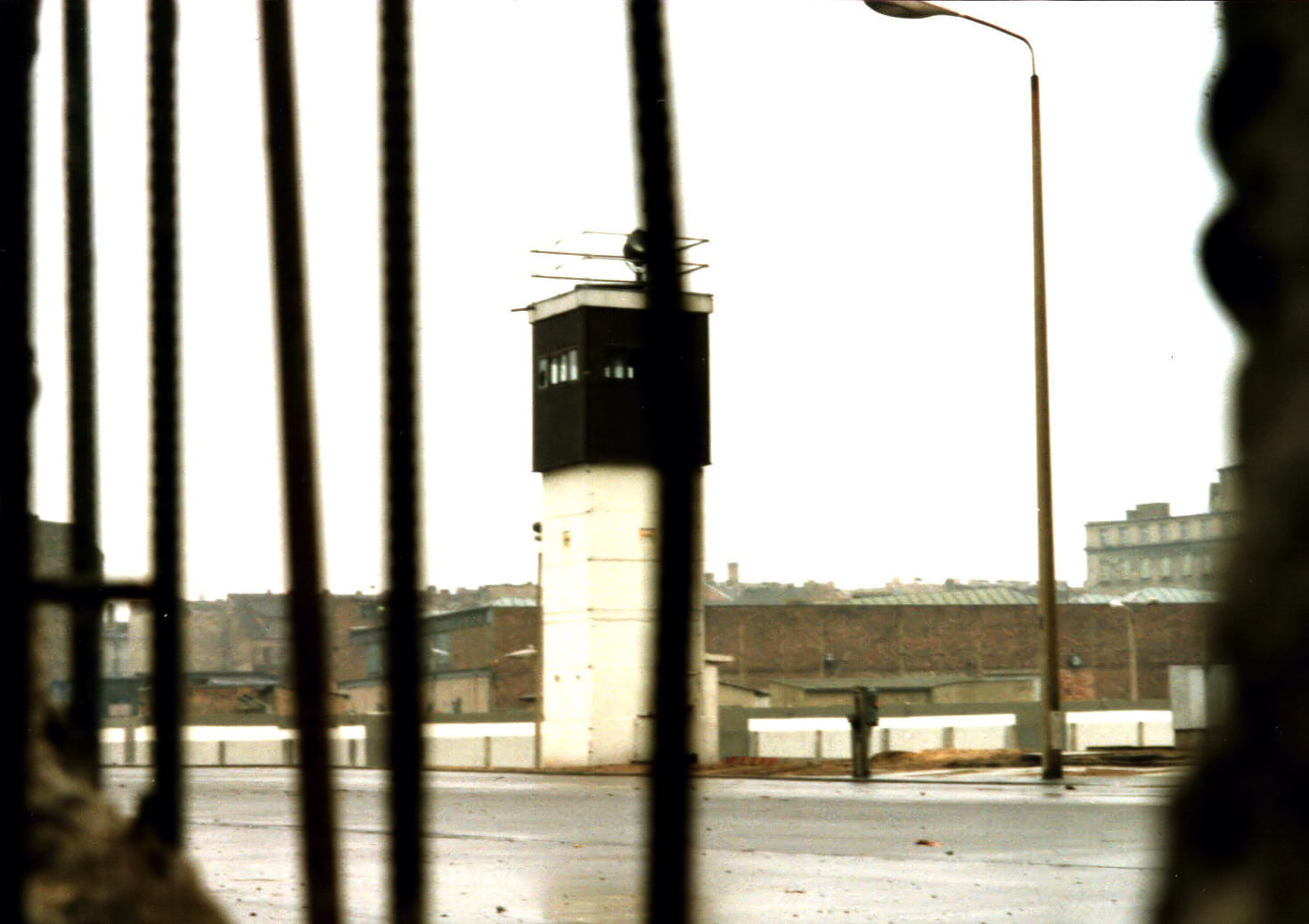
Mauerspechtloch in der Mauer mit Blick auf Todesstreifen und Wachturm
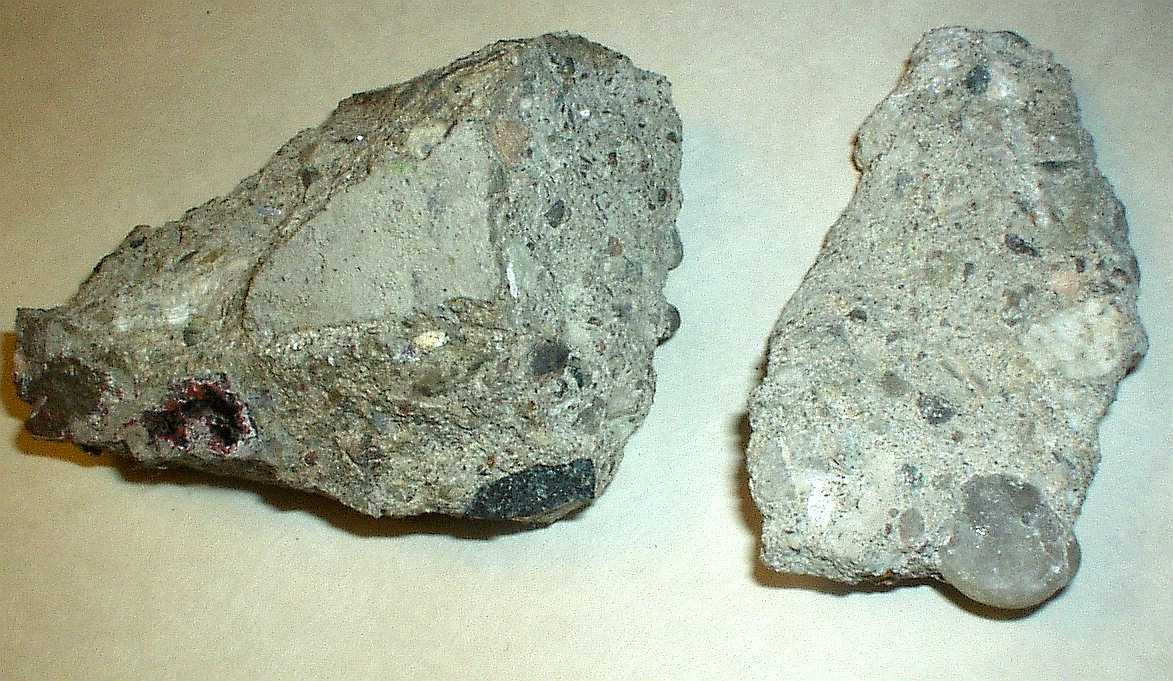
Mauerteile, zum Teil mit Farbresten
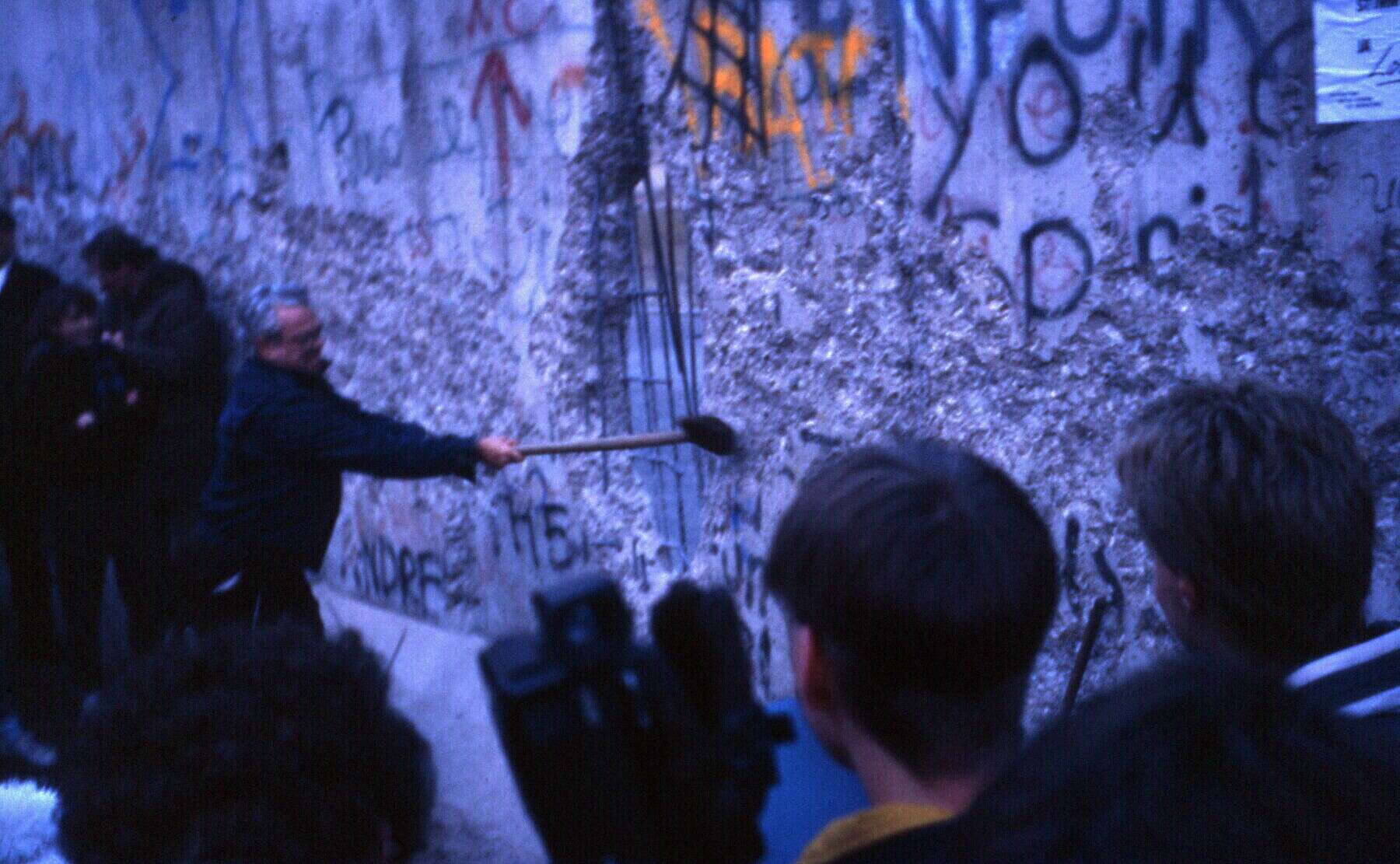
„Mauerspecht“ und Zuschauer an der Berliner Mauer, Ende Dezember 1989
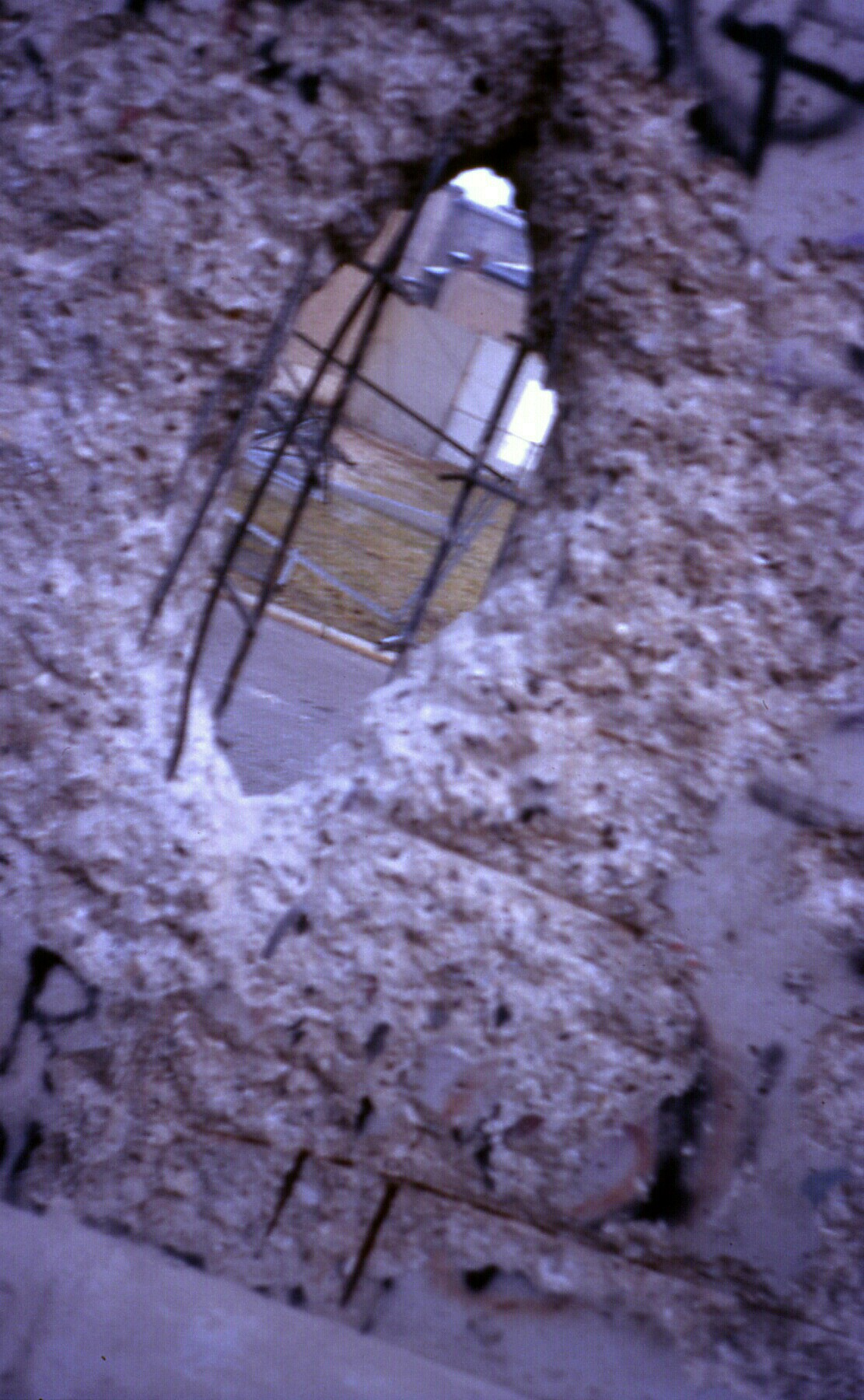
Loch in der Mauer mit Blick nach Ost-Berlin, Ende Dezember 1989

Mauerspecht am Schriftzug: „SOON GONE TEAR ME DOWN“
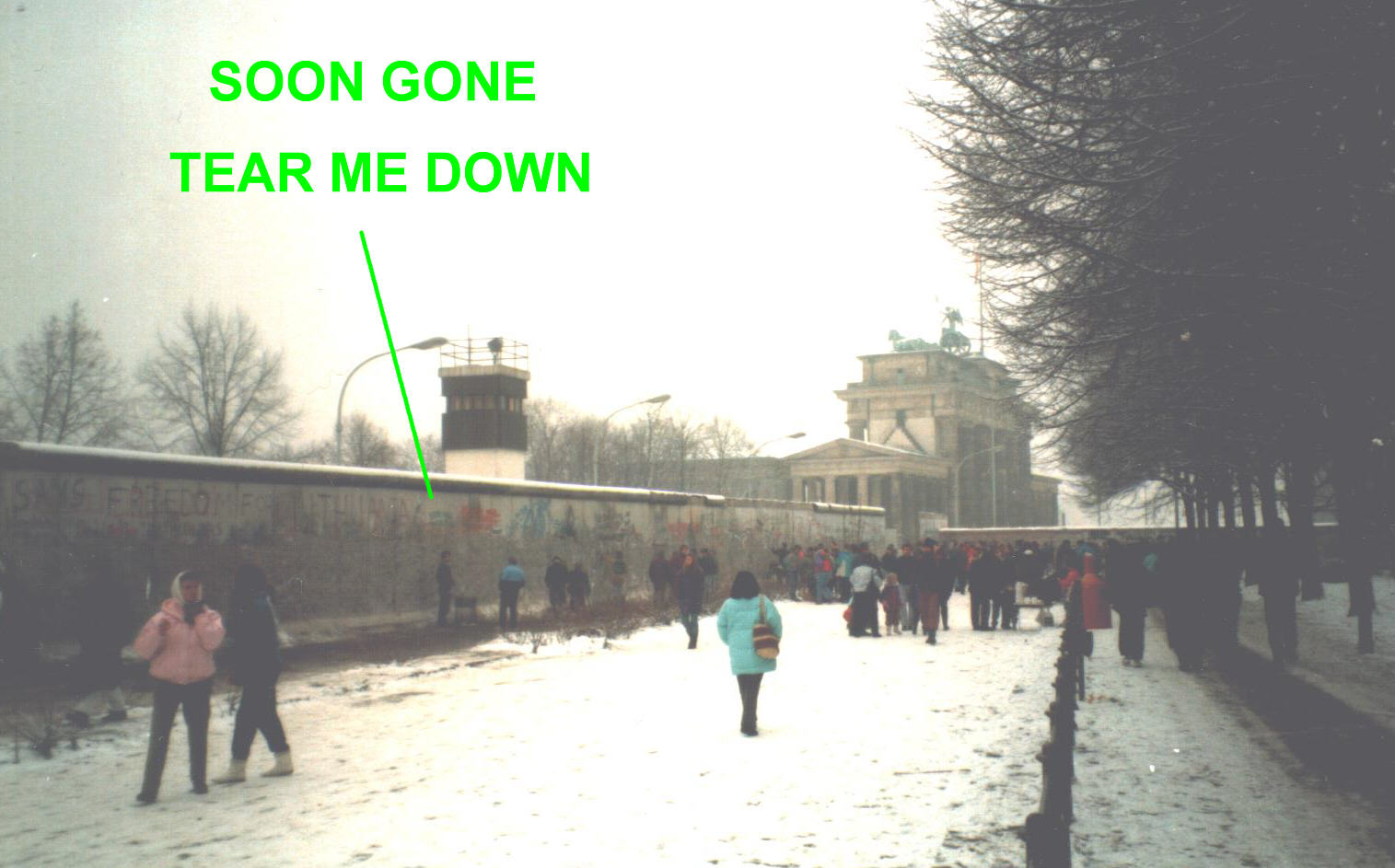
Mauer zwischen Reichstagsgebäude und Brandenburger Tor
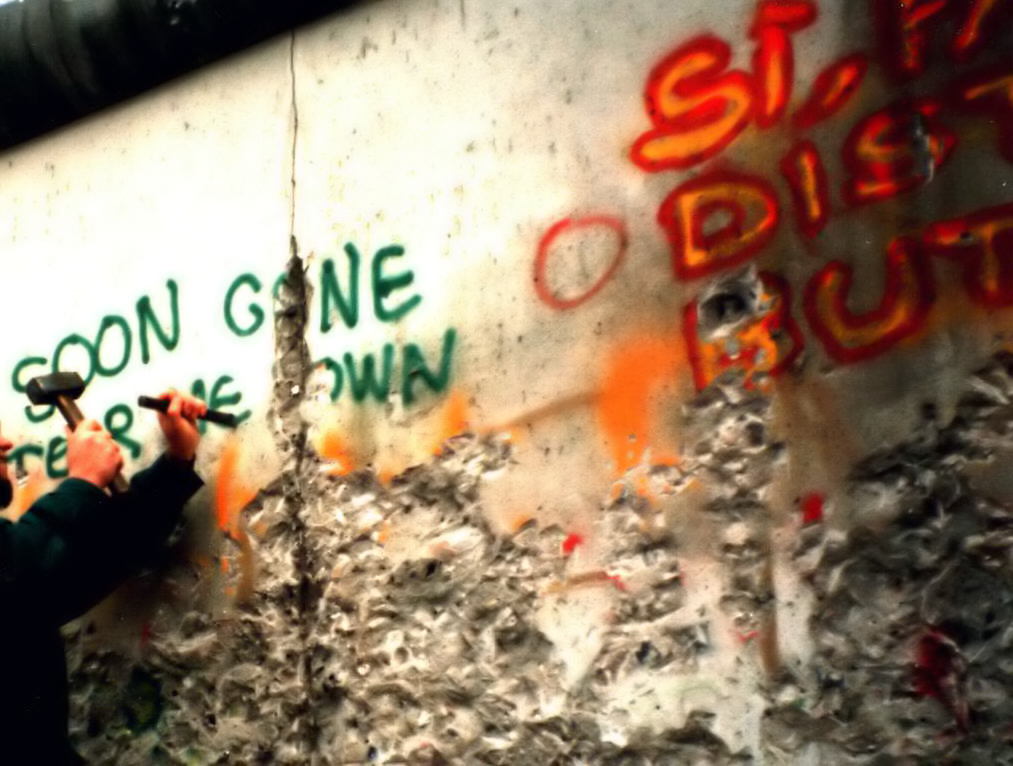
Mauerspecht am Schriftzug
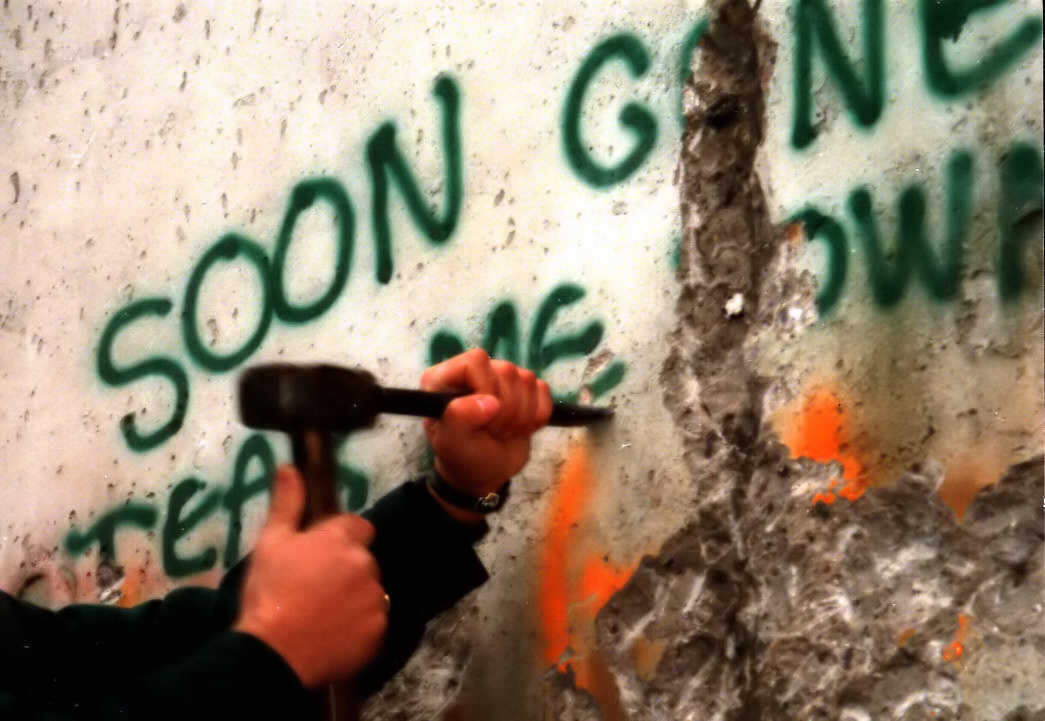
Nahaufnahme
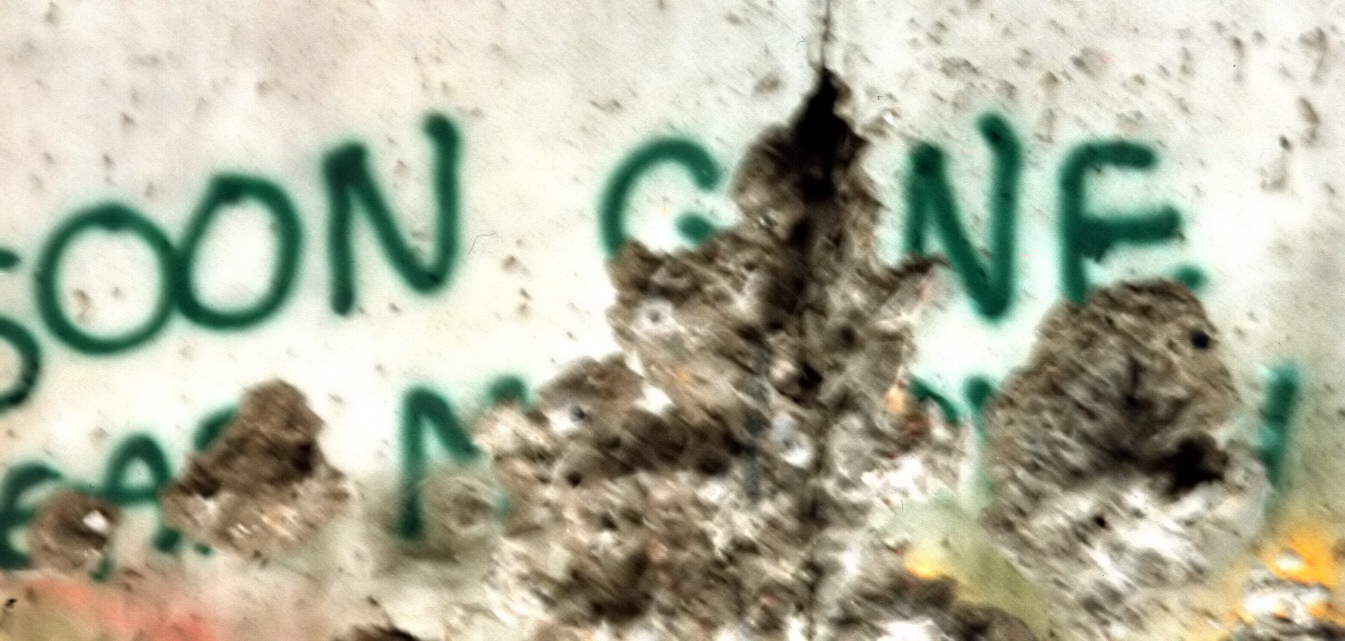
Der Schriftzug einige Tage später